# Joseph Keter
Joseph Keter (* 13. června 1969, Lessos) je keňský atlet, olympijský vítěz na trati 3000 metrů překážek.
Největších úspěchů dosáhl v roce 1996. V olympijském finále běhu na 3000 metrů překážek byl největším favoritem trojnásobný mistr světa a světový rekordman Moses Kiptanui. Keter spolu s ním běžel až do posledního vodního příkopu, zde získal nepatrný náskok, který udržel až do cíle a zvítězil v čase 8:07,12. Ve stejném roce si vytvořil osobní rekord 8:05,99.